# 亚特兰大的柏林墙
亚特兰大的柏林墙（英語：Atlanta's Berlin Wall），又称佩顿路事件或佩顿墙指1962年非裔美國人民權運動期间发生在美国喬治亞州亚特兰大的一起事件。由时任亚特兰大市长小伊万·艾伦领导的亚特兰大政府于当年12月17日在喀斯喀特高地主要沿着佩顿路的地方设置了一道路障，意图阻止非裔美国人搬入该社区。这一行为遭到了该市许多非裔美国民权领袖和民权组织的谴责。随后翌年3月1日，法院裁定亚特兰大政府设置的路障违宪并予以拆除。这一事件被视为美國白人担忧亚特兰大种族融合最广为人知的例子之一。

## 事件背景
喀斯喀特高地是亚特兰大的一个富人社区，位于城市的西南部。该社区和周边社区于1960年代初开始经受种族转变，许多非裔美国人开始搬入该社区。1962年12月，诺曼底登陆老兵克林顿·沃纳在喀斯喀特高地的一个白人住宅区佩顿森林购买了一栋房屋。当时卖房的承包商正面临财务困难，并且一直找不到一位白人买家购买这栋房子。该社区不久之后开始出现房產唆賣现象，一些白人屋主担心更多非裔美国人会搬入他们的社区，于是这些屋主开始将自己的房产出售给地产经纪人，然后再将房产高价出售给非裔美国人。

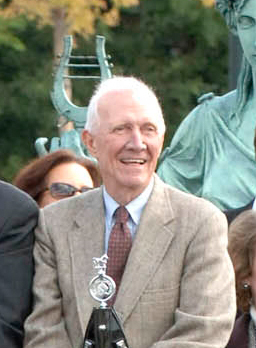
时任亚特兰大市政委员会委员老罗德尼·米姆斯·库克公开反对筑墙

此后，该社区的白人屋主请求亚特兰大市长小伊万·艾伦沿佩顿路和哈伦路设置路障，以阻止更多非裔美国人搬入该社区。亚特兰大市议会于12月17日批准了这些屋主的请求，艾伦市长在当天晚些时候签署了法案，隔天开始设置路障。老罗德尼·米姆斯·库克是为数不多投票反对设置路障的市政委员之一。库克在佐治亚州议会大厦发表了一次心潮澎湃的演讲，反对筑这道墙。根据他儿子的说法，这次演讲致使三K党在他的前院焚烧了一座十字架。在设置路障之后，库克依然是佐治亚州众议院议员，他提出了一项决议以拆除这道墙。路障被视作艾伦市长阻止亚特兰大西南部白人社区“逐步侵犯与渗透”所付出的一部分努力，几个月前，艾伦曾否决了在该社区西景公墓附近建立一个非裔美国人墳場的决议。除了路障，艾伦还计划重新规划佩顿森林以北约800英畝（320公頃）的商业用地作为非裔美国人的居住区。该片土地大部分未被利用，之前一直作为非裔美国人的“种族障碍”。

## 路障
这道“墙”是由木材和钢组建的矮路障组成，高约3英尺（0.91）。路障刚刚建立后，亚特兰大的非裔美国人社区立即开始对该路障的設置表示不满。该市的一些报纸称其为“亚特兰大之墙”，而亚特兰大的黑人则称其为“亚特兰大的柏林墙”。柏林的比喻对艾伦来说记忆尤为深刻，他曾在就职演讲中说过：“正因为柏林，我深刻体会到了一个分裂的城市所带来的悲剧和戏剧性的教训。”抗议者继续使用诸如“我们不想要華沙猶太區—打开佩顿路。”等口号唤起战后欧洲的形象。历史学家保罗·M·法伯表示，这些抗议者所付出的努力旨在将美国的种族隔离与“冷战分裂”和“納粹大屠殺”相联系。
非裔美国人在亚特兰大西区领导了一场杯葛， 避开支持设立路障的地区内的商业区，并在亚特兰大市政厅举行抗议。人权申诉委员会、学生非暴力协调委员会以及亚特兰大合作行动委员会三个组织组建了一个委员会，以协调抗议设立路障所付出的努力。老马丁·路德·金和全国有色人种协进会亚特兰大分会主席等人签署的一份声明称这道路障是“亚特兰大最严重的错误之一，是对我们国家民主与正义的信条的一次羞辱。”人权申诉委员会于12月22日致艾伦的一封信中描述了亚特兰大大学学生对隔离墙一事的反对，并承诺将继续对西区社区进行纠察，且在墙边举行大规模示威活动。艾伦在次日发送的电报中表示，他已经组建了一个委员会来调查隔离墙的情况。此后，学生非暴力协调委员会主席詹姆斯·福曼组织了一场宣傳噱頭，他与一位住在喀斯喀特高地的白人居民在路障处会面，两人会面的照片刊登在1963年1月的《喷射》杂志上。许多其他来自美国各地的出版物和新闻记者也对这一事件进行了报道，其中《時代雜誌》在一篇名为“分裂的城市”的文章中讨论了这一事件。
1963年1月7日，亚特兰大市议员们投票决定保留路障，此后代表反对路障者的律师将案件上诉至富尔顿县高等法院。1963年3月1日，一位法官宣布路障违宪，称设置路障的决定是“不合理，武断且任性的”。艾伦在法官宣布判决结果后几分钟内下令拆除路障。据艾伦称，法官宣判当天，他已经在路障附近安排了一个工作组。而且在听到判决结果后在20分钟之内彻底拆除了路障。这道路障已经存在了72天。

## 后果
在路障被移除之后，该社区及周边社区继续经受种族转变，来自该地区和整个亚特兰大的白人群飞现象开始增加。许多非裔美国中產階級家庭搬入该地区，到了1963年7月，只有15个白人家庭留在该社区居住。这一事件也引发了全美对亚特兰大种族关系的关注，2015年由《遏制亚特兰大》发表的一篇文章称这一事件是“1960年代白人群飞的全国海报儿童”。在1960和1970年代期间，大约有16万名美国白人搬离亚特兰大，其中许多人搬到了市区以外的附近地区，如今，喀斯喀特高地已成为亚特兰大许多“黑人精英”的居住地。这一事件也改变了城市政府对通过城市规划实现种族隔离的态度，一本历史书声称，事发后，“亚特兰大的规划者与政策制定者只是在特定社区撤回了抵抗线，并在更广的范围内建立了一道分界线，将白人与黑人分隔开。”
艾伦对此事件的批评感到意外，他曾认为路障的建立会引起对喀斯喀特高地北部未利用的土地的更多关注。多年后在他的自传中讨论这一事件时，艾伦声称他“试图以如此粗暴的方式解决这一问题是完全错误的”，并表示自己在做出决定之前没有征求足够的建议。据艾伦的自传记载，这一事件是亚特兰大“最后一次使用路障进行种族隔离”。部分来源认为此事件是艾伦的一个失误，尽管他在促进公民权利方面做出了重大貢獻。

## 延伸阅读
- Schneider, Craig. . 《亚特兰大宪法报（英语：The Atlanta Journal-Constitution）》. 考克斯企业（英语：Cox Enterprises）. 2017-01-09  [2020-09-06]. （原始内容存档于2020-09-19） （英语）.
- . 時代雜誌 (时代公司). 1963-01-18  [2020-11-17]. ISSN 0040-781X. （原始内容存档于2018-01-23） （美国英语）.